# Danh sách thảm họa quân sự

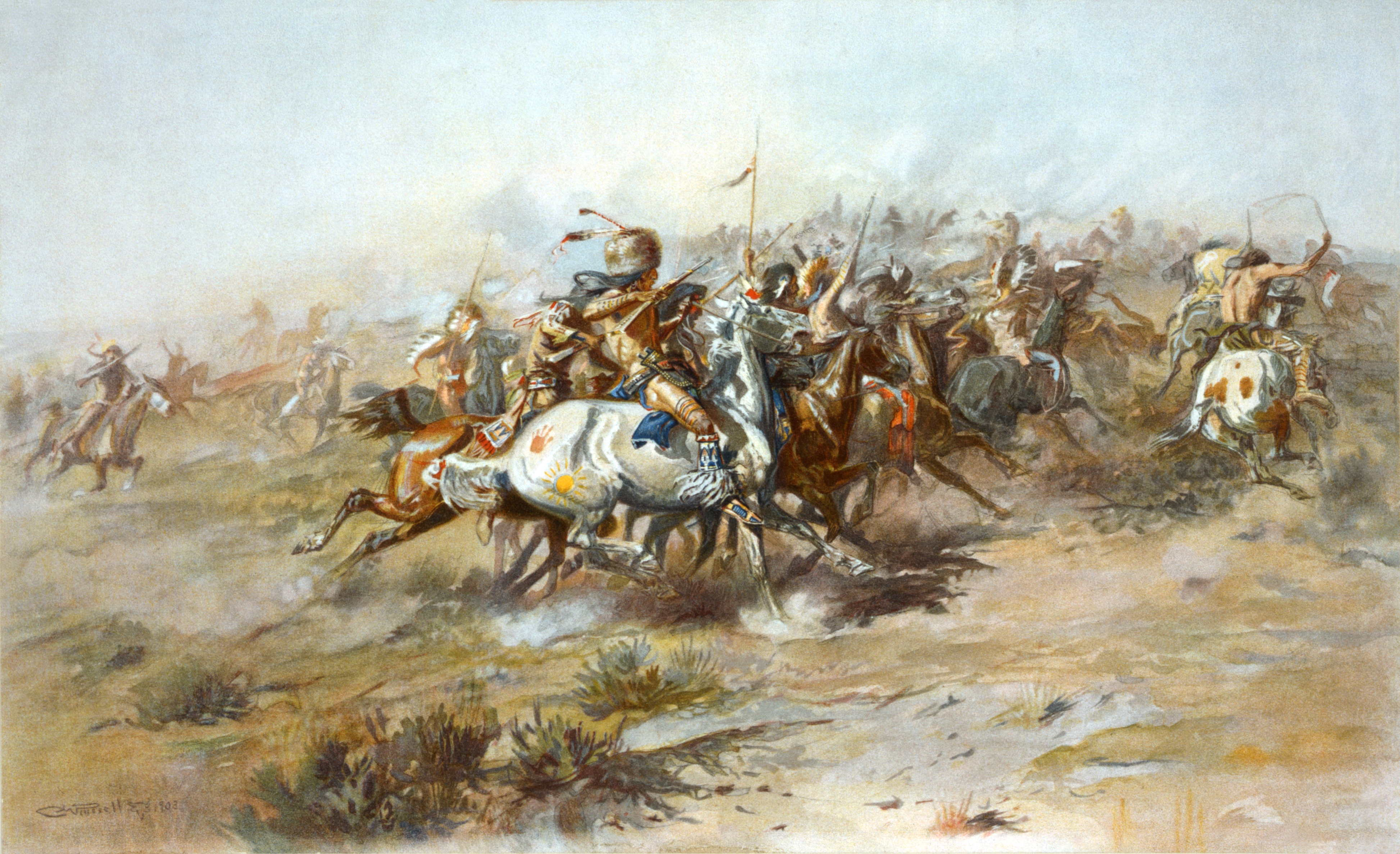
Trận Little Bighorn được biết đến với cái tên Cuộc tử thủ của Custer

Thảm họa quân sự là một bên thất bại trong trận chiến hoặc chiến tranh dẫn đến việc bên thua cuộc hoàn toàn thất bại trong việc đạt được mục tiêu ban đầu. Nó thường, nhưng không phải luôn luôn, liên quan đến thiệt hại về người rất lớn và không tương xứng. Các nguyên nhân rất đa dạng và bao gồm lỗi con người, công nghệ kém, vấn đề hậu cần, đánh giá thấp kẻ thù, đông hơn và kém may mắn.
Danh sách được liệt kê này là những trận đánh mà nhiều nguồn liên quan đến chủ đề thảm họa quân sự đã coi sự kiện được đề cập là một thảm họa quân sự (hoặc một thuật ngữ tương đương).
Đây là một danh sách chưa hoàn tất, và có thể sẽ không bao giờ thỏa mãn yêu cầu hoàn tất. Bạn có thể đóng góp bằng cách mở rộng nó bằng các thông tin đáng tin cậy.

## Thời cổ đại

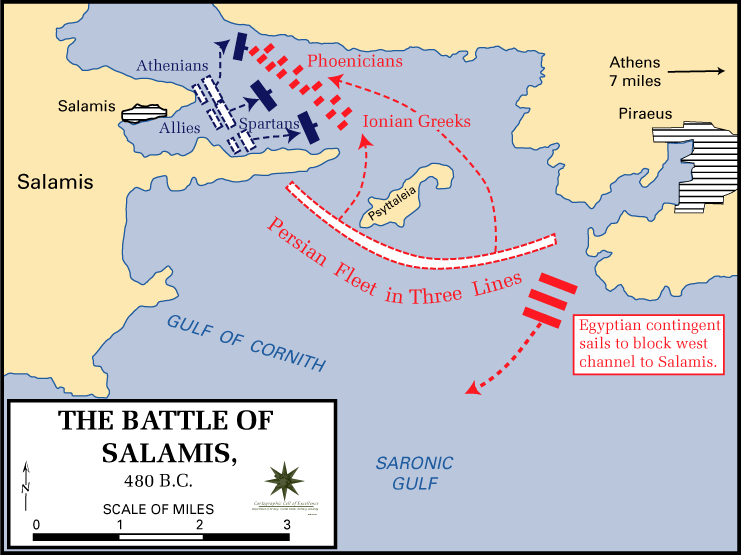

- Trận Marathon (490 TCN).[5][6] Một lực lượng lớn quân Ba Tư đã bị tiêu diệt và đánh tan tác bởi một lực lượng Athens nhỏ hơn.
- Trận Salamis (480 TCN).[7][8] là một trận hải chiến trong Chiến tranh Ba Tư lần thứ hai giữa các thành bang Hy Lạp và Ba Tư dưới sự chỉ huy của Xerxes ở eo biển giữa Piraeus và Salamis. Hạm đội khổng lồ Ba Tư đã bị lực lượng Hy Lạp thống nhất đánh bại.
- Cuộc viễn chinh Sicilia (415–413 TCN).[9][10] Một lực lượng lớn từ Athens đã thất bại trong việc chinh phạt thành phố Syracuse, toàn bộ quân viễn chinh bị tiêu diệt, làm Athens suy yếu vị thế quân sự và tổn hại nguồn nhân lực rất trầm trọng.
- Trận Gaugamela (331 TCN).[11][12] Alexander Đại đế đã tiêu diệt một đội quân Ba Tư lớn hơn nhiều, do đó cuối cùng đã chinh phục được Trung Đông.
- Trận Trường Bình (262-260 TCN). Là một chiến dịch quân sự trong thời kỳ Chiến Quốc ở Trung Quốc, trong đó 400,000 lính Triệu bị chôn sống sau khi chỉ huy Triệu Quát bị chỉ huy Tần đánh lừa. Chiến thắng quyết định Tần trước Triệu cuối cùng đã dẫn đến việc Tần chinh phục và sáp nhập thống nhất Trung Quốc thành một quốc gia duy nhất.
- Trận Cannae (216 TCN).[13][14] Hannibal tiêu diệt 16 quân đoàn La Mã và Đồng minh do Lucius Aemilius Paullus và Gaius Terentius Varro chỉ huy. Tổng cộng, có lẽ hơn 80 phần trăm toàn bộ quân đội La Mã đã chết hoặc bị bắt (bao gồm cả chính Paullus).
- Trận Cự Lộc (207 TCN). Với đội quân Sở do Hạng Vũ chỉ huy đã đánh bại một lực lượng lớn hơn nhà Tần. Tổn thất nhà Tần vượt quá 100,000 người. Nhà Tần sụp đổ ngay sau đó.
- Trận Zama (202 TCN).[15][16] Đội quân La Mã gồm 34,000 người dưới quyền Scipio Africanus đã tiêu diệt đội quân of 50,000 Carthage dưới quyền Hannibal, dẫn đến chấm dứt Chiến tranh Punic lần thứ hai.
- Trận Mạc Bắc (119 TCN). Là trận chiến tiêu diệt hoàn toàn đội quân 100,000 lính Hung Nô bởi quân Hán. Trận chiến này và những hậu quả đã đánh dấu quyền lực tối cao người Hán đối với các tộc man rợ phía bắc trong vài thế kỷ tiếp theo.
- Trận Carrhae (53 TCN).[17][18] Crassus với 40,000 binh lính hành quân vào Parthia, hy vọng sẽ giành được chiến thắng, đã chọn hành quân theo con đường thẳng qua sa mạc thay vì vùng núi phía bắc. Ông và quân đội của mình đã bị tiêu diệt hoàn toàn bởi 9,000 quân Parthia. Trận rừng Teutoburg

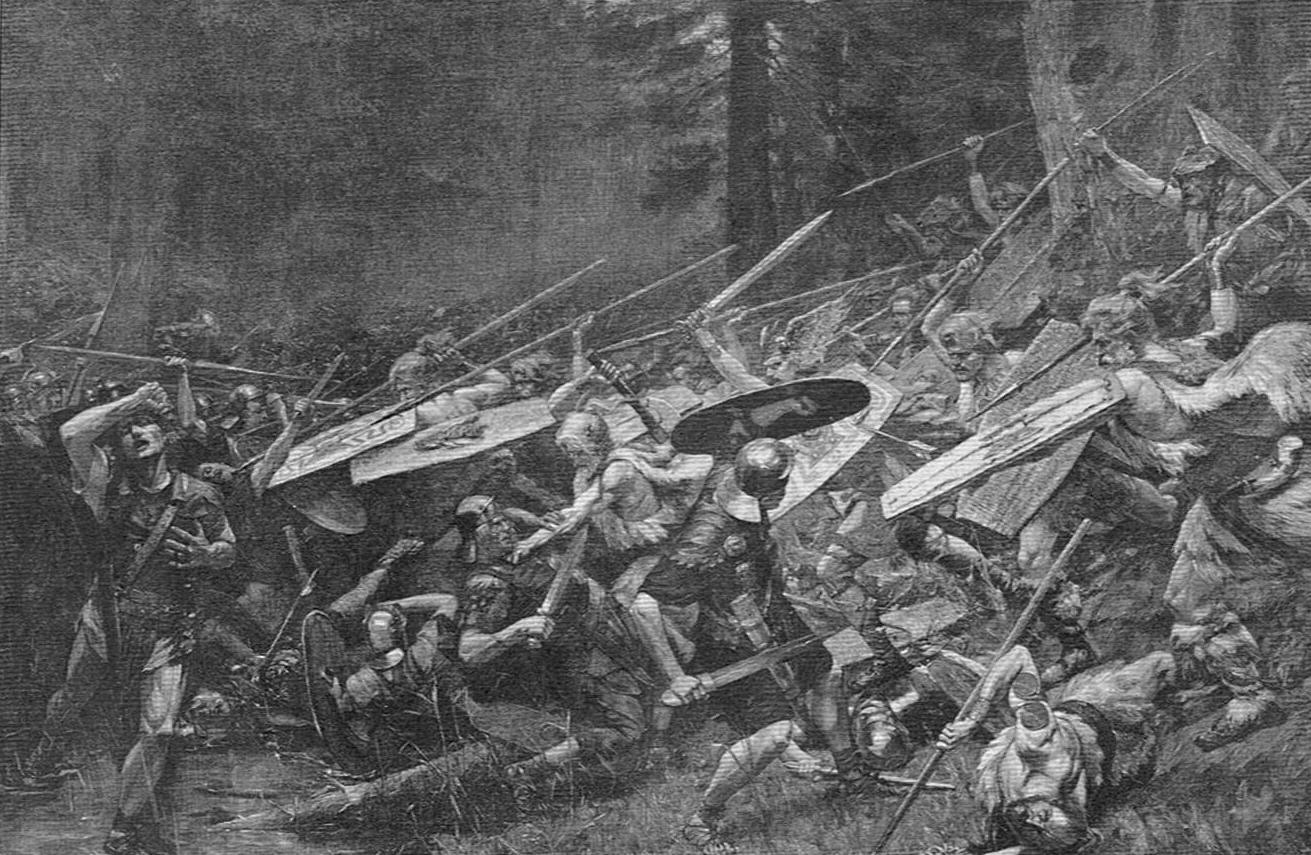
Trận rừng Teutoburg

- Trận Alesia (52 TCN). Quân đội La Mã gồm khoảng 50,000 người do Julius Caesar chỉ huy đã chiến đấu chống lại quân đội người Arverni do Vercingetorix chỉ huy. Mặc dù thực tế là Gaul có lợi thế lớn, ban đầu thậm chí với số lượng gấp năm lần quân số, họ không thể khai thác lợi thế. Caesar đã sử dụng một đường vòng để cắt nguồn lương thực pháo đài và buộc nó phải đầu hàng, giành được một trong những chiến thắng vĩ đại nhất của mình tại đây.
- Trận rừng Teutoburg (9).[10][19][20] Các chiến binh người Đức đã tiêu diệt ba binh đoàn La Mã.
- Trận Watling Street (60-61). Là trận chiến diễn ra tại đảo Anh, trong đó một lực lượng chỉ gồm 10,000 người La Mã do Gaius Suetonius Paulinus chỉ huy đã thành công trong việc đánh bại từ 100,000 đến 250,000 người Anh do Nữ vương Boudica chỉ huy. Trận chiến đánh dấu sự kết thúc cuộc kháng cự chống lại sự cai trị La Mã ở phần phía nam đảo Anh cho đến năm 410.
- Trận Quan Độ (200). Trận chiến giữa Tào Tháo và Viên Thiệu. Đội quân mạnh hơn Viên Thiệu đã thua vì không bảo vệ được nguồn cung.
- Trận Xích Bích (208). Là một trận hải chiến trên sông Dương Tử ở Trung Quốc. Trận chiến diễn ra giữa các đồng minh Tôn Quyền-Lưu Bị và đối thủ Tào Tháo. Nhờ cố vấn Lưu Bị là Khổng Minh và cố vấn Tôn Quyền là Chu Du, hạm đội lớn hơn nhiều Tào Tháo đã bị hỏa hoạn tiêu diệt.
- Trận Edessa (260). Hoàng đế Valerianus chỉ huy 70,000 quân La Mã tiến vào Ba Tư để chấm dứt cuộc xâm lược người Ba Tư vào lãnh thổ La Mã. Quân đội Sassanid do vua của các vị vua (Shahanshah) Shapur I chỉ huy đã giành được một chiến thắng quyết định, trong đó toàn bộ quân đội La Mã bị giết hoặc bị bắt. Người Ba Tư chỉ bị tổn thất tối thiểu.
- Trận Adrianople (378).[21][22] Hoàng đế La Mã Valens bị giết khi kỵ binh hạng nặng Gothic phục kích và tàn sát bộ binh hạng nặng La Mã.

## Thời Trung cổ
- Trận Tát Thủy (612). Diễn ra trong Chiến tranh Tùy - Cao Câu Ly lần thứ hai, giữa vương quốc Cao Câu Ly và Nhà Tùy. Kỵ binh Cao Câu Ly đã đánh bại đội quân Tùy lớn hơn nhiều tại sông Tát Thủy (Chongchon).
- Trận Yarmouk (636). Trận chiến giữa Đế quốc Ả Rập và Đế quốc Byzantine tại Yarmuk, một nhánh sông Jordan, và có ý nghĩa lịch sử vì nó tượng trưng cho làn sóng chinh phục đầu tiên người Hồi giáo bên ngoài Bán đảo Ả Rập. Byzantium để mất Syria vào tay người Ả Rập và Khalid ibn al-Walid đã khẳng định danh tiếng của mình với tư cách là một nhà chiến lược quân sự và chỉ huy kỵ binh với trận chiến này.
- Trận al-Qadisiyyah (636). Quân đội Hồi giáo Ả Rập đã đánh bại một cách hoàn toàn đội quân Sassanids lớn hơn, dẫn đến cuộc chinh phục Ba Tư của người Hồi giáo.
- Trận Tours (732).[23][24] Người Moors theo đạo Hồi hành quân vào miền nam nước Pháp mà không gặp kẻ thù nào, cho đến khi chạm trán với lực lượng người Frank theo Cơ đốc giáo do Charles Martel chỉ huy tại Tours. Bất chấp lợi thế người Moorish so với người Frank về mặt quân sự, họ đã bị người Frank đánh bại một cách hoàn toàn.
- Trận Achelous (917). Một lực lượng nhỏ Bulgari đã đánh bại một đội quân Byzantine khổng lồ gồm 110,000 người, là một trong những trận chiến đẫm máu nhất thời Trung cổ với 90,000 người chết, 70,000 là người Byzantine. Xương các nạn nhân vẫn còn được nhìn thấy trên chiến trường 75 năm sau.
- Trận Bạch Đằng (938). Lực lượng quân sự lãnh địa Việt là Tĩnh Hải quân, do Ngô Quyền, một lãnh chúa Việt lãnh đạo, đã đánh bại quân xâm lược Nam Hán và chấm dứt Thời kỳ Bắc thuộc lần thứ ba.
- Trận Hastings (1066). Trận chiến giữa quân đội Norman-Pháp do Công tước William II xứ Normandy chỉ huy và quân đội do Vua Anglo-Saxon Harold II chỉ huy. Trận chiến được đặt tên theo thị trấn Hastings của Anh, nhưng thực tế diễn ra cách đó khoảng 10km về phía tây bắc, nơi tọa lạc thị trấn Battle ngày nay. Kết quả Trận Hastings là một chiến thắng quyết định người Norman, bước đầu tiên và quan trọng nhất trong cuộc chinh phục nước Anh của người Norman.
- Trận Manzikert (1071). Trận chiến diễn ra ở cực đông Đế chế Byzantine, gần Manzikert (Malazgirt hiện đại), phía bắc Hồ Van. Quân đội Byzantine do Hoàng đế Romanos IV Diogenes chỉ huy đối đầu với quân đội Seljuk do Alp Arslan chỉ huy. Trận chiến kết thúc với thất bại nhục nhã của người Byzantine và hoàng đế Byzantine bị bắt. Trong những năm sau trận chiến, người Seljuk đã chinh phục hầu hết Anatolia. Trận chiến này đánh dấu sự khởi đầu cho sự kết thúc Đế chế Byzantine với tư cách là một quốc gia còn tiềm lực quân sự. Ông cũng là người khởi xướng ngay lập tức cho sự khởi đầu các cuộc Thập tự chinh.
- Trận Hattin (1187).[25][26] Lực lượng Thập tự chinh quá tự tin từ Jerusalem đã bị mắc kẹt trong một khu vực sa mạc không có nước, và do đó trở thành con mồi dễ dàng cho lực lượng Hồi giáo do Salah-ud-din (Saladin) chỉ huy.
- Trận Bạch Đằng (1288). Là trận hải chiến giữa Đại Việt do Tổng tư lệnh Trần Quốc Tuấn chỉ huy, và quân xâm lược nhà Nguyên do Đô đốc Ô Mã Nhi và Phàn Tiếp chỉ huy trên sông Bạch Đằng được Hưng Đạo Vương dàn dựng hoàn hảo trận phục kích tiêu diệt hạm đội nhà Nguyên, bắt giữ nhiều tướng nhà Nguyên gồm cả Ô Mã Nhi và Phàn Tiếp, kết liễu ý định chinh phục Đại Việt và Champa của Hốt Tất Liệt.
- Trận Stirling Bridge (1297). Trong Chiến tranh Scotland giành độc lập lần thứ nhất diễn ra gần Stirling. Người Scotland được trang bị giáo, do Andrew de Moray và William Wallace chỉ huy, đã giành được chiến thắng lớn trước người Anh, do John de Warrenne, Bá tước thứ 7 xứ Surrey, và Hugh de Cressingham chỉ huy bởi kỵ binh hạng nặng của Anh, quân Scotland đã cắt đường quay trở lại sau khi băng qua cây cầu hẹp và sau đó tàn sát hàng loạt kỵ binh Anh. Một nhóm hiệp sĩ người Anh, do Marmaduke Thweng chỉ huy, đã tìm cách quay trở lại qua cầu; hơn một trăm người khác, kể cả Cressingham, đã thiệt mạng. John de Warenne, trong khi đó, vẫn có đủ quân số ở phía nam cây cầu để chống lại người Scotland, nhưng sự thiếu tự tin đã khiến ông ra lệnh phá hủy cây cầu và rút lui về Berwick-upon-Tweed.
- Trận Đồ Bàn (1377). Trận chiến giữa quân nhà Trần và quân Chiêm Thành. Quân nhà Trần bị đánh bại và hoàng đế Đại Việt, Trần Duệ Tông tử trận. Quân nhà Trần thương vong 80,000 quân.
- Trận Nikopolis (1396). Trận đánh kết thúc cuộc thập tự chinh ngắn chống lại Đế chế Ottoman vào năm 1396 và kết thúc bằng sự thất bại nặng nề quân thập tự chinh liên minh. Trận chiến diễn ra gần Nicopolis, ngày nay là Nikopol ở Bulgaria. Đó là cuộc thập tự chinh quy mô lớn cuối cùng thời Trung Cổ.
- Trận Agincourt (1415).[27][28] Một đội quân lớn của Pháp với một đội hiệp sĩ đông đảo đã bị đánh bại bởi đội quân nhỏ hơn nhiều do Henry V chỉ huy.
- Trận Tốt Động – Chúc Động (1426). Được trang bị súng hỏa mai, lực lượng 3,000 quân Việt Nam dưới sự chỉ huy của Lê Lợi, đã có thể tổ chức một cuộc phục kích thành công vào quân Minh đang tấn công dưới sự chỉ huy 100,000 quân của Tướng Vương Thông. Quân Minh bị đánh tan tác hoàn toàn. Kết quả là hầu hết vũ khí, vật tư và ngựa quân Trung Quốc đều bị quân Việt Nam chiếm giữ. Vương Thông buộc phải rút lui về Hà Nội, bốn ngày sau Vương Thông và thành phố bị quân Lê Lợi bao vây.
- Trận Chi Lăng – Xương Giang (1428). Một lực lượng lớn quân Trung Quốc dưới sự chỉ huy của Liễu Thăng đã được phái đến giải vây cho Vương Thông, người đang bị bao vây ở Đông Quan sau trận Tốt Động – Chúc Động. Lúc đầu, quân Việt giả vờ bỏ chạy, dẫn kỵ binh Trung Quốc xông vào vùng đầm lầy gần núi Mã Yên, nơi ngựa Trung Quốc bị sa lầy, phục kích và tàn sát, 70,000 quân Trung Quốc bị giết và 30,000 quân bị bắt.
- Trận Thổ Mộc (1449). Một lực lượng rất lớn gồm 500,000 quân nhà Minh đã bị đánh bại bởi một đội quân chỉ 20,000 người quân Mông Cổ. Hoàng đế Minh Anh Tông bị bắt. Trận chiến này được coi là thất bại quân sự lớn nhất trong lịch sử Trung Quốc. Theo một số thông tin, Minh Anh Tông được thuê làm người chăn gia súc khi bị giam cầm ở Mông Cổ.

## Thế kỷ XVI
- Trận Flodden (1513).[29][10] Một cuộc xâm lược của người Scottish vào nước Anh đã bị đánh bại, dẫn đến cái chết của vị vua nổi tiếng James IV của Scotland, cũng như hầu hết các quý tộc Scotland.
- Trận Panipat lần thứ nhất (1526). Babur với 25,000 quân đánh bại Ibrahim Lodhi với lực lượng 750,000 quân lớn hơn và phá hủy Delhi.
- Cuộc vây hãm Viên (1529). Dưới sự lãnh đạo của Quốc vương Suleiman I. Đế chế Ottoman đang ở đỉnh cao quyền lực, nhưng Suleiman đã thất bại trong việc chiếm thành phố, mặc dù có ưu thế đáng kể về quân số.
- Trận Solway Moss (1542). Thất bại khoảng 15,000-18,000 lính Scotland, sau khi bị mắc kẹt trong đầm lầy, đã bị 3,000 quân Anh đánh bại.
- Trận Okehazama (1560). Trận chiến trong thời kỳ Sengoku Nhật Bản. Cuộc xâm lược tỉnh Owari của Imagawa Yoshimoto đã thất bại sau một cuộc phục kích vào ban đêm của lực lượng Oda Nobunaga dẫn đến thương vong nặng nề, trong đó có nhiều tướng lĩnh và cả Yoshimoto bị giết, khiến đội quân Imagawa phải tháo chạy và cuối cùng tan rã hoàn toàn. Đối với Nobunaga, đây là một bước quan trọng trên con đường trở thành một trong những lãnh chúa quyền lực nhất Nhật Bản.
- Đại vây hãm Malta (1565). Cuộc tấn công của Ottoman nhằm vào Hiệp sĩ Cứu tế, những người đe dọa việc vận chuyển Đế chế Ottoman trên Biển Địa Trung Hải từ đảo Malta. Chiến thắng Hiệp sĩ Malta không có kết quả trực tiếp việc phân chia quyền lực ở Địa Trung Hải, nhưng đây là lần đầu tiên trong một thế kỷ, quân Ottoman bị đánh bại ở đó.
- Trận Lepanto (1571). Trận hải chiến giữa Liên minh Thần thánh Cơ đốc giáo và Đế chế Ottoman Hồi giáo để giành quyền kiểm soát Đông Địa Trung Hải. Đây là một trong những trận hải chiến lớn nhất trong lịch sử thế giới và cũng là trận hải chiến lớn cuối cùng sử dụng thuyền galley. Nó diễn ra gần Lepanto (nay là thành phố cảng Návpaktos Hy Lạp) tại lối vào hẹp Vịnh Corinth. Quân Ottoman mất 240 tàu (trên tổng số 300), trong khi Liên minh chỉ mất 12 chiếc (trên tổng số 210).

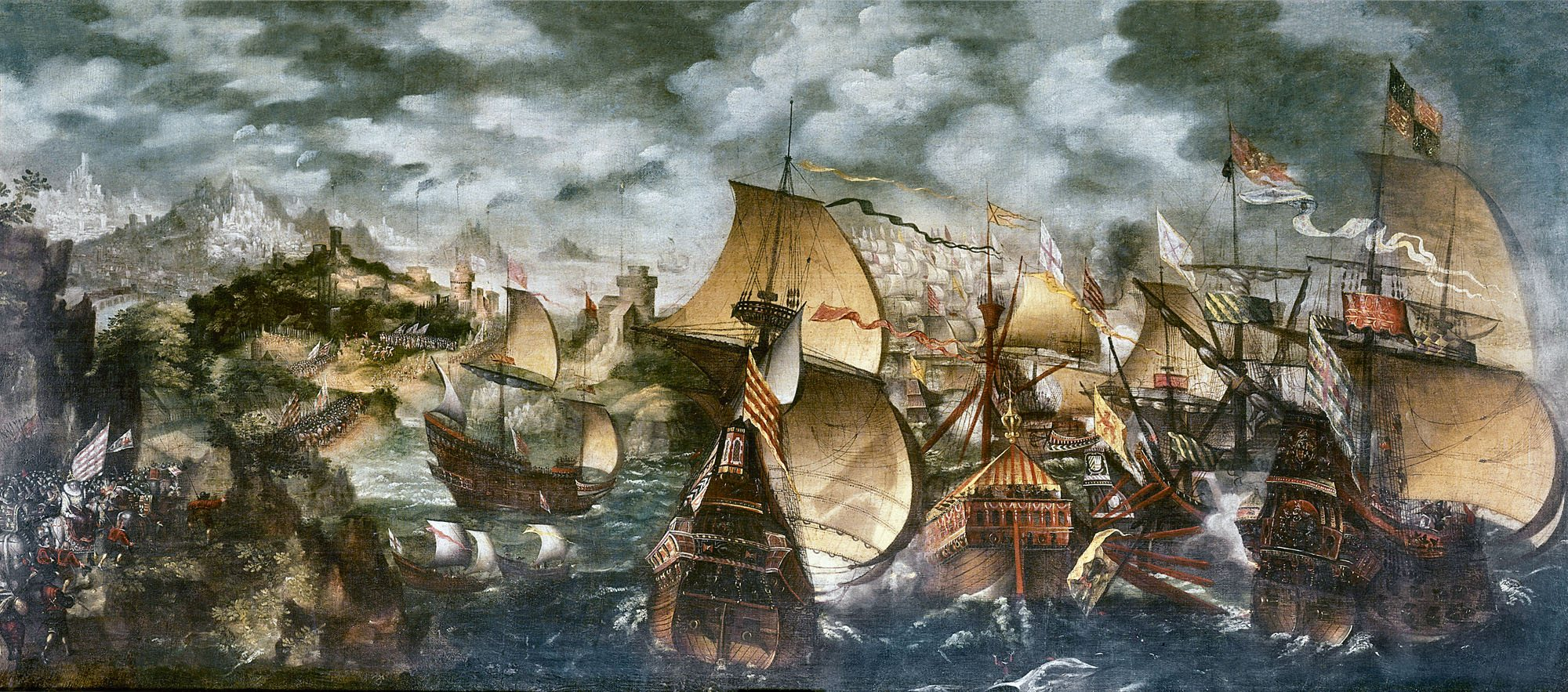
Hạm đội Tây Ban Nha hủy diệt năm 1588

- Hạm đội Tây Ban Nha (1588).[30][28] Hạm đội Anh đưa thuyền cháy vào hạm đội xâm lược Tây Ban Nha, phá hủy một số và phân tán phần còn lại, chấm dứt hoàn toàn mối đe dọa xâm lược. Hạm đội Tây Ban Nha sau đó gặp bão và gần một nửa số tàu không bao giờ quay trở lại Tây Ban Nha, cũng như hơn một nửa quân số.
- Hạm đội Anh (1589). Sự thất bại Hạm đội Anh trước Hạm đội Tây Ban Nha đã được tăng cường. Điều này cho phép Hạm đội Tây Ban Nha nhanh chóng tiếp tục khôi phục và duy trì kết nối với châu Mỹ.
- Trận Myeongnyang (1597). Cuộc đụng độ hải quân giữa hạm đội Triều Tiên do Đô đốc Yi Sun-sin chỉ huy và hạm đội Nhật Bản ở eo biển Myeongnyang ngoài khơi đảo Jindo, ngoài khơi mũi phía tây nam bán đảo Triều Tiên. Chỉ còn lại 13 tàu sau thất bại nặng nề của Đô đốc Won Gyun trong Trận chiến eo biển Chilchonryang, Đô đốc Yi đã đánh bại một hạm đội gồm 133 tàu chiến Nhật Bản và ít nhất 200 tàu tiếp tế trong vị trí "chốt chặn cuối cùng".
- Trận Yellow Ford (1598). Lực lượng Anh gồm 4,000 người bị bất ngờ và đánh bại bởi quân phòng thủ Ireland do Hugh O'Neill chỉ huy. Kết quả là nước Anh tạm thời mất quyền lực và cuộc nổi dậy có thể lan rộng khắp Ireland.

## Thế kỷ XVII
- Trận Medway (1667). Cuộc tấn công thành công Hà Lan vào hạm đội chiến tranh và các xưởng đóng tàu Anh trong Chiến tranh Anh-Hà Lan lần thứ hai. Người Hà Lan, dưới sự chỉ huy của Đô đốc Michael De Ruyter với sự giám sát trực tiếp Cornelis de Witt đi cùng, đã bắn phá Sheerness, đi thuyền vào sông Thames đến Gravesend, sau đó đi thuyền lên Medway đến Chatham, căn cứ hải quân chính Anh kể từ năm 1560, nơi họ đánh chìm ba tàu lớn và mười tàu nhỏ cùng HMS Unity và HMS  Royal Charles, niềm tự hào và soái hạm hạm đội Anh, lên tàu và kéo về Hà Lan. Đây là tổn thất lớn nhất từ trước đến nay đối với hải quân Anh và khiến chiến tranh nhanh chóng kết thúc.
- Trận Saraighat (1671). Trận chiến giữa Đế chế Mughal (do Vua Mirza Raja Ram Singh I lãnh đạo), và Vương quốc Ahom (do Lachit Borphukan lãnh đạo) trên sông Brahmaputra tại Saraighat, nay thuộc Guwahati. Đội quân nhỏ hơn nhiều Ahom đã đánh bại quân đội Đế chế Mughal nhờ sử dụng địa hình xuất sắc, các cuộc đàm phán ngoại giao khôn ngoan để câu giờ, chiến thuật du kích, chiến tranh tâm lý, tình báo và bằng cách sử dụng phần yếu nhất Đế chế Mughal, hạm đội Mughal, chiếm lấy.
- Trận Viên (1683). Đại Vizia Ottoman Merzifonlu Kara Mustafa Pasha dẫn đầu một đội quân gồm 138,000 người đến Vienna theo lệnh Sultan Mehmet IV. Vào thời điểm đó, Đế chế Ottoman đã kiểm soát hầu hết vùng Balkan, cho đến Hungary. Cũng trong năm 1529, người Ottoman  đã ở trước cổng thành Vienna, vào thời điểm đó dưới sự lãnh đạo của Quốc vương Suleiman I.

## Thế kỷ XVIII
- Trận Poltava (1709). Trận đánh đánh dấu bước ngoặt trong cuộc Đại chiến phương Bắc. Trong trận chiến Narva (1700), Vua Charles XII Thụy Điển đã đánh bại hoàn toàn vua Ba Lan August II và đồng minh Sa hoàng Peter Đại đế Nga. Sau đó, Charles XII tiếp tục tấn công vào trung tâm nước Nga. Nhà sử học người Anh thế kỷ 19 Edward Creasy coi Trận Poltava là một trong mười lăm trận đánh quyết định nhất trên thế giới. Thất bại Thụy Điển đánh dấu sự kết thúc quyền bá chủ Thụy Điển quanh Biển Baltic và sự khởi đầu gần ba thế kỷ thống trị Nga ở Đông Âu. Ba Lan đã trở thành một nhà nước chư hầu của Nga.
- Trận sông Salween (1718). Toàn bộ quân Thanh bị Hãn quốc Chuẩn Cát Nhĩ tiêu diệt.
- Trận Cartagena de Indias (1741). Một lực lượng xâm lược lớn Anh bao gồm 26,400 người và 186 tàu đã phải chịu thất bại nặng nề trước 4,000 quân phòng thủ Tây Ban Nha và chỉ có sáu tàu, trong Chiến tranh chiếc tai Jenkins. Quân Anh rút lui sau tổn thất hơn 8,000 người chết, 7,500 người bị thương 1,500 khẩu súng và 50 tàu.

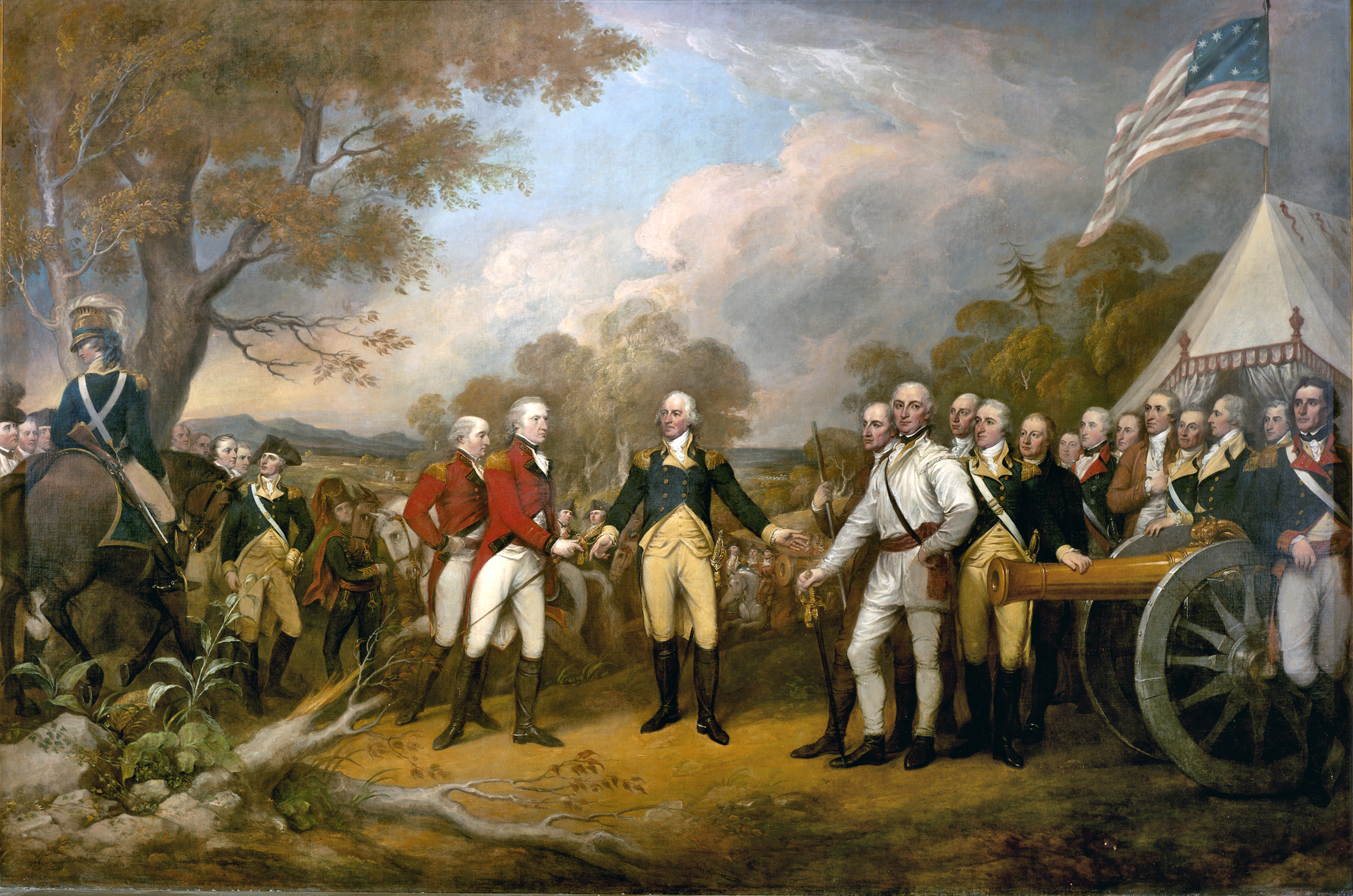
Tướng Burgoyne đầu hàng; bức tranh này được treo ở Tòa nhà Quốc hội Hoa Kỳ

- Trận Plassey (1757). Trận đánh diễn ra gần thị trấn Plassey (Bengali) với kết quả chiến thắng quyết định Robert Clive, Toàn quyền Công ty Đông Ấn Anh, với 3,000 người được trang bị vũ khí hiện đại chống lại 50.000 quân của Phó vương Mir Jafar Bengal. Điều này dẫn tới Anh chinh phạt Ấn Độ.
- Trận Saratoga (tháng 9-tháng 10/1777).[31][10] Quân đội Anh do John Burgoyne chỉ huy đã bị bắt sau trận chiến của Lục quân Lục địa dưới sự chỉ huy của Horatio Gates.
- Đại vây hãm Gibraltar (1779-1783). Cuộc vây hãm Gibraltar là trận chiến dài nhất trong Chiến tranh Cách mạng Hoa Kỳ, trong khi không có người Mỹ nào tham chiến tại đó. Việc bảo vệ thành công Gibraltar được người Anh tổ chức hoành tráng vào năm 1782 và được coi như một vết thương chữa lành sau sự mất lãnh thổ thuộc địa Mỹ.
- Trận Ngọc Hồi – Đống Đa (1789). Trận chiến giữa quân Tây Sơn và quân nhà Thanh ở Ngọc Hồi và Đống Đa. Với quân số 200,000 quân nhà Thanh đã bị thất bại nặng nề bởi quân Tây Sơn với 50,000 quân thương vong, 3,400 bị bắt làm tù binh. Kết thúc trận chiến Trung Quốc không thể khôi phục lại được quyền lực. Đây được coi là một trong những chiến thắng vĩ đại nhất trong lịch sử quân sự Việt Nam.

## Thế kỷ XIX
- Viễn chinh Nga (1812). Chiến dịch do Hoàng đế Napoléon I của Pháp lãnh đạo năm 1812 là một phần Chiến tranh Liên minh thứ sáu và là điểm bùng phát Chiến tranh Bán đảo. Trong đội quân khổng lồ gần 700,000 binh sĩ Pháp, chỉ có khoảng 20,000 người sống sót.
- Trận Bladensburg (1814). Trận đánh lớn trong Chiến tranh Anh-Mỹ năm 1812. Kết quả là một chiến thắng hoàn toàn của quân Anh. Trận Bladensburg được gọi là "sự bối rối lớn nhất của quân đội Hoa Kỳ từ trước đến nay".
- Trận New Orleans (1815). Bất chấp lợi thế lớn về quân số, huấn luyện và kinh nghiệm, quân Mỹ đã đánh bại cuộc tấn công được thực hiện trong hơn 30 phút. Quân Mỹ chỉ chịu 71 thương vong, trong khi quân Anh chịu hơn 2,000, bao gồm cả Thiếu tướng Sir Edward Pakenham, và phó chỉ huy thứ hai, Thiếu tướng Samuel Gibbs.
- Trận Waterloo (1815). Napoléon Bonaparte đã bị đánh bại hoàn toàn tại đây bởi một bên là sự kết hợp giữa quân đội Anh và Hà Lan và bên kia là quân đội Hanover và Phổ, do Công tước Wellington và Tướng Gebhard Leberecht von Blücher chỉ huy.
- Trận San Jacinto (21 tháng 4 năm 1836). Là trận chiến cuối cùng và quyết định Cách mạng Texas. Được chỉ huy bởi Tướng Samuel Houston, quân Texas đã giao chiến và đánh bại quân đội Mexico do Tướng Antonio López de Santa Anna chỉ huy trong một trận chiến chỉ kéo dài 18 phút. Tướng Santa Anna, Tổng thống Mexico và Tướng Martín Perfecto de Cos đều trốn thoát trong trận chiến. Santa Anna bị bắt vào ngày 22 tháng 4 và Cos vào ngày 24 tháng 4.
- Trận Blood River (1838). Một đội quân Zulu khoảng 10,000 người đã xông vào trại của 464 Voortrekker với 200 người hầu. Để tận dụng tốt assegai (giáo Zulu), quân Zulu phải đến càng gần càng thấp càng tốt. Các Voortrekker được trang bị súng và đại bác tốt hơn nhiều và Zulu đã bị thương vong hàng loạt. Sau ba cuộc tấn công không thành công của quân Zulu, Pretorius cử kỵ binh tấn công và quân Zulu bỏ chạy. Trận chiến này là một trong những sự kiện quan trọng nhất trong Đại Di cư ở Nam Phi.
- Rút khỏi Kabul (1842). Là cuộc rút lui thảm khốc của William Elphinstone vào năm 1842 trong Chiến tranh Anh-Afghanistan lần thứ nhất gây ra tổn thất cho 4,500 người cộng với khoảng 12,000 người thân, người lao động, người hầu và những người khác.
- Cuộc tấn công của Lữ đoàn Kỵ binh nhẹ (1854).[28][32] Một đơn vị kỵ binh Anh đã tấn công một vị trí pháo binh đang hoạt động của đối phương do liên lạc sai và chịu thương vong nặng nề mà không có lợi thế thực sự.
- Trận Fredericksburg (1862).[33][10] Trận chiến đơn phương trong đó Lục quân Liên bang tiến đánh các đơn vị Lục quân Liên minh cố thủ dẫn đến thương vong rất cao trong Nội chiến Hoa Kỳ.
- Pickett Đột kích (1863). là một trận tắm máu. Trong khi quân miền Bắc chịu 1,500 thương vong thì quân miền Nam có hơn 6,000 người. Hơn 50% số người được cử đi khắp cánh đồng đã thiệt mạng hoặc bị thương. Chỉ riêng sư đoàn Pickett, trong số khoảng 5,500 quân, đã mất 224 người thiệt mạng, 1,140 người bị thương và 1,499 người mất tích/bị bắt. Ba chỉ huy lữ đoàn của Pickett và tất cả 13 chỉ huy trung đoàn đều bị thương vong. Kết thúc trận chiến tướng Lee bảo Pickett tập hợp sư đoàn của mình để phòng thủ, Pickett được cho là đã trả lời: "Tướng Lee, tôi không có sư đoàn nào cả".
- Trận Cold Harbor (1864). Là trận đánh lớn cuối cùng giữa quân đội Liên bang miền Bắc Ulysses S. Grant và Liên minh miền Nam Robert E. Lee trong Chiến dịch Overland. Hàng nghìn binh sĩ Liên bang miền Bắc đã thiệt mạng trong một số cuộc tấn công trực diện vào các vị trí quân Liên minh miền Nam được bảo vệ vững chắc.
- Trận Little Bighorn (tháng 6 năm 1876).[34][10] Lãnh thổ Montana. Trung tá George Custer  đã tấn công một lực lượng vượt trội gồm các chiến binh Lakota Sioux có vũ trang. Ông đã bị giết và năm trong số mười hai đại đội Trung đoàn kỵ binh số 7 bị tiêu diệt. 268 lính Mỹ thiệt mạng và 55 người bị thương.
- Trận Isandlwana[35][10] (22 tháng 1 năm 1879). Trong trận đánh lớn đầu tiên Chiến tranh Anglo-Zulu, lính impi Zulu đã áp đảo và đánh bại hai tiểu đoàn được trang bị súng trường và pháo hiện đại. Trận chiến là một chiến thắng lớn của người Zulu trong giai đoạn đầu của cuộc chiến.
- Trận Adwa (1896). Là trận chiến quyết định trong Chiến tranh Italo-Ethiopia lần thứ nhất, chiến thắng của Ethiopia đã ngăn chặn âm mưu xâm chiếm thuộc địa của Vương quốc Ý.

## Thế kỷ XX
- Trận Tsushima[36][37] (1905) Trong Chiến tranh Nga-Nhật, phần lớn Hạm đội Baltic của Nga, do Đô đốc Zinovy Rozhestvensky chỉ huy, đã vượt nửa vòng trái đất (18.000 hải lý (33.000 km)) để giải vây sự phong tỏa Hạm đội Viễn Đông tại Cảng Arthur, nhưng hầu hết đã bị đánh chìm, đánh đắm hoặc đầu hàng trong hành động chống lại hạm đội Hải quân Đế quốc Nhật Bản dưới quyền Đô đốc Tōgō Heihachirō, vốn chịu tổn thất tối thiểu.
- Trận Warszawa (1920). Là một trận chiến quan trọng sau Thế chiến thứ nhất, trong đó người Ba Lan đã giành chiến thắng một cách thần kỳ. Trận chiến là một phần của Chiến tranh Ba Lan-Nga Xô và diễn ra từ ngày 12 tháng 8 đến ngày 25 tháng 8 năm 1920.
- Trận Annual (1921). Quân nổi dậy Riffian do Mohammed Abdelkrim El Khattabi lãnh đạo đã đánh bại quân đội Tây Ban Nha gồm 60,000 người trong trận chiến, nơi có khoảng 18,000 người Tây Ban Nha thiệt mạng. Sau trận chiến, Cộng hòa Liên minh các Bộ lạc Rif được tuyên bố bởi Mohammed Abdelkrim El Khattabi. Cuộc chiến chống lại người định cư Pháp và Tây Ban Nha kéo dài đến năm 1926.
- Tuyến phòng thủ Maginot. Là tuyến phòng thủ Pháp được xây dựng từ năm 1930 đến năm 1938 trên biên giới với Bỉ, Luxembourg và Đức ở phía bắc và Ý ở phía nam. Mặc dù hoạt động đúng như dự định về mặt kỹ thuật, Phòng tuyến Maginot vẫn là biểu tượng của một chiến lược phòng thủ thiếu sót nghiêm trọng.

### Thế chiến I
- Chiến dịch Gallipoli[38][39] (tháng 4 năm 1915 đến tháng 1 năm 1916). Một nỗ lực kết hợp Quân Anh, Khối thịnh vượng chung và Quân Pháp nhằm chiếm Istanbul đã thất bại trên Bán đảo Gallipoli và bị bỏ lại với 300,000 thương vong.
- Trận Verdun (1916). Là một trong những trận chiến đẫm máu nhất trong lịch sử Chiến tranh thế giới thứ nhất. Cho đến ngày nay, nó tượng trưng cho sự tàn sát vô nghĩa cuộc sống con người, khi chúng diễn ra trong Thế chiến này và Thế chiến tiếp theo.
- Trận Somme (1916). Là một trận đánh lớn trong Thế chiến thứ nhất, dẫn đến hơn một triệu người thương vong.

### Thế chiến II
- Chiến tranh mùa Đông (1939-1940). Kế hoạch là chinh phục hoàn toàn Phần Lan trong vòng vài tuần, nhưng trên thực tế, "Chiến tranh mùa đông" kéo dài vài tháng và Liên Xô chỉ chiếm 11% lãnh thổ Phần Lan với tổn thất rất nặng nề, mặc dù có lực lượng Liên Xô vượt trội gấp 3 lần quân số, gấp ba mươi lần số máy bay và gấp trăm lần số xe tăng.
- Trận chiến nước Pháp (1940). Là một thất bại nặng nề nhất của Pháp trong Thế chiến thứ hai. Pháp bị Đức Quốc Xã chiếm đóng hoàn toàn cho tới những năm 1944, 1945.
- Chiến dịch Compass (1940-1941). Đây là chiến dịch lớn đầu tiên quân Đồng minh ở Bắc Phi. Các lực lượng Vương quốc Anh và Khối thịnh vượng chung Anh giao chiến với một đội quân lớn Ý từ tháng 12 năm 1940 đến tháng 2 năm 1941. Chiến dịch này đã thành công rực rỡ: quân Ý bị đẩy lùi khỏi Ai Cập đến nửa Libya và 150,000 quân Ý bị bắt, hàng nghìn xe tăng, pháo binh, máy bay và phương tiện bị phá hủy, trong khi quân Đồng minh hầu như không chịu tổn thất nào.
- Trận Moskva (1941). Bộ chỉ huy quân đội Đức lên kế hoạch chiếm đóng Moskva. Theo kế hoạch Moskva sẽ rơi vào tay quân Đức đúng năm tuần sau cuộc xâm lược Liên Xô, bắt đầu vào ngày 22 tháng 6 năm 1941. Vì thế, quân đội Đức phải chiếm thành phố đầu tháng 8. Người ta cho rằng sự sụp đổ Moskva và sự sụp đổ đồng thời bộ chỉ huy và nguồn cung cấp Liên Xô (Moskva là đầu mối đường sắt trung tâm Liên Xô), sẽ mang lại cho quân đội Đức sự tự do chiến lược trong vòng một tuần để xâm chiếm toàn bộ phần châu Âu của Nga. Kế hoạch thất bại vì Hitler và bộ chỉ huy quân đội Đức không tính đến các vấn đề tiếp tế và sự phản kháng người dân địa phương. Hơn nữa, chiến thuật Blitzkrieg không hiệu quả trước một quốc gia lớn hơn Anh và Pháp. Tình hình cuối cùng trở nên bất khả kháng khi mùa đông đến, trong khi quân Đức không mang theo quần áo mùa đông và chất chống đông cho các phương tiện và xe tăng.
- Trận Singapore[40][41] (Tháng 2/1942). Đây là cuộc đầu hàng lớn nhất quân đội Khối thịnh vượng chung trong lịch sử và phá hủy trụ cột Bộ Tư lệnh Mỹ-Anh-Hà Lan-Úc. Mặc dù lực lượng xâm lược Nhật Bản chỉ bằng một nửa lực lượng phòng thủ, nhưng các cuộc không kích của Nhật Bản vào thành phố và tình trạng thiếu nước đã mang tính quyết định. Thủ tướng Winston Churchill coi đây là thất bại nặng nề nhất trong lịch sử quân sự Anh.
- Trận Midway (1942).[42][43][28] Một trong những bước ngoặt Thế chiên II (Mặt trận Thái Bình Dương).[44] Đô đốc Isoroku Yamamoto Hải quân Đế quốc Nhật Bản đã lên kế hoạch xâm chiếm căn cứ hải quân Mỹ tại đảo Midway. Tình báo Hải quân Hoa Kỳ đã giải mã mật mã hải quân Nhật Bản và dự đoán cuộc tấn công. Nhật Bản mất bốn tàu sân bay[42] trong ba ngày, do việc tiếp nhiên liệu và trang bị vũ khí cho máy bay không đúng thời điểm, sự dũng cảm và vận may của người Mỹ, và cuối cùng là do kế hoạch kém cỏi của Yamamoto.[45]Trung tâm Stalingrad sau giải phóng năm 1943

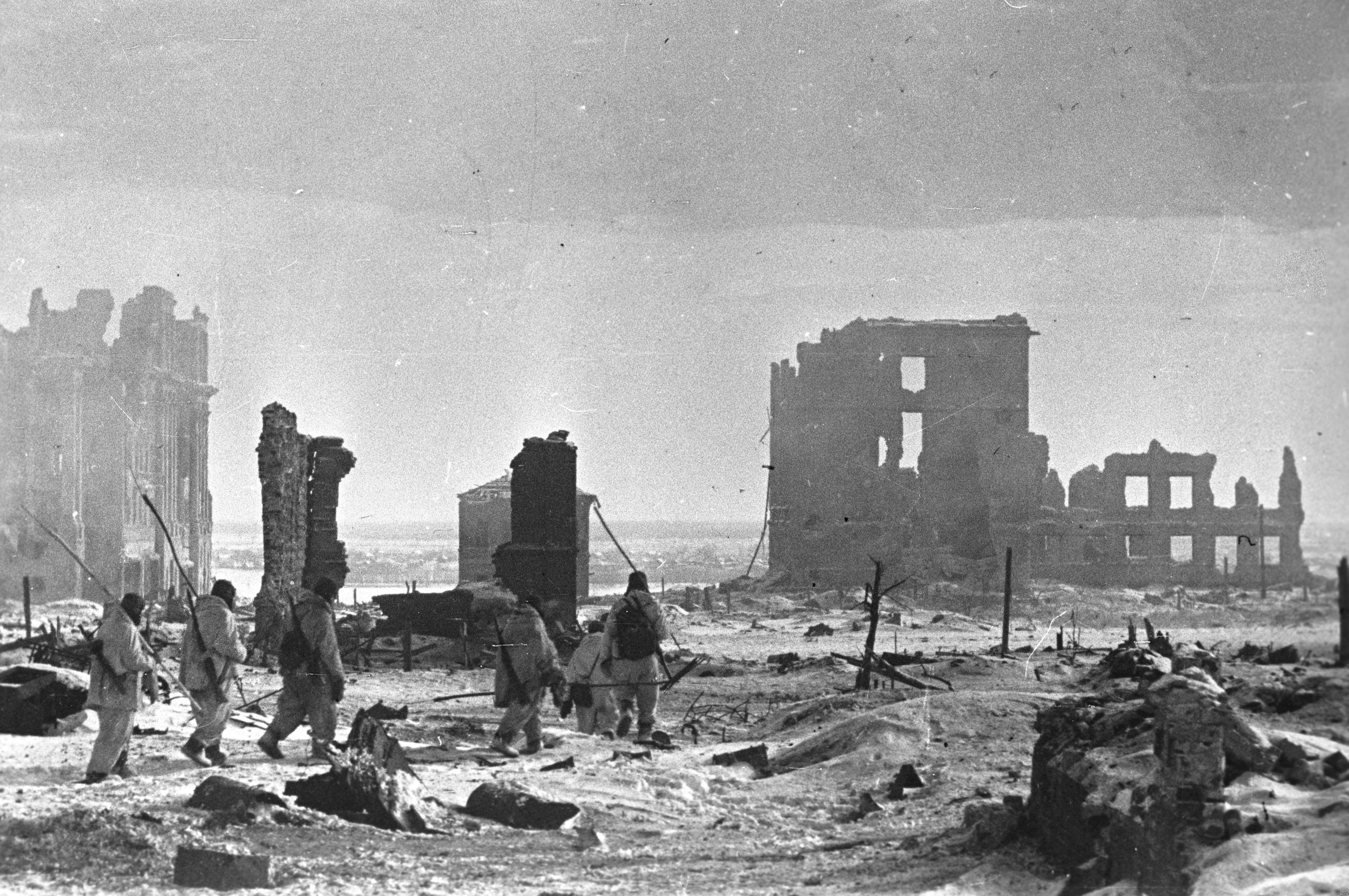
Trung tâm Stalingrad sau giải phóng năm 1943

- Trận Dieppe (1942). Là một cuộc tấn công của quân Đồng minh vào thành phố cảng Dieppe do Đức chiếm đóng, nằm trên bờ biển phía bắc nước Pháp, diễn ra vào ngày 19 tháng 8 năm 1942. Cuộc tấn công được thực hiện bởi hơn 6,000 lính bộ binh, chủ yếu là người Canada, được hỗ trợ bởi lực lượng hải quân và không quân Anh. Mục đích chiến dịch là chiếm và giữ một cảng quan trọng trong một khoảng thời gian, để chứng minh rằng điều này là có thể, đồng thời thu thập thông tin và xem quân Đức sẽ phản ứng như thế nào. Ngoài ra, cuộc tấn công nhằm mục đích giao chiến với Luftwaffe trong một trận chiến lớn hơn. Cuộc tấn công thường được coi là một thảm họa chiến thuật, vì không có mục tiêu chính nào đạt được trong khi khoảng 70% quân tấn công bị mất tích: 4,384 trong tổng số 6,086 người vào bờ bị giết, bị thương hoặc bị bắt. Không quân Hoàng gia mất 119 máy bay, trong khi Hải quân Hoàng gia mất 555 người. Thảm họa Dieppe có lẽ đã ảnh hưởng đến sự chuẩn bị tiếp theo của Đồng minh cho Chiến dịch Torch và D-Day.
- Trận Stalingrad[46][10][28][cần số trang] (mùa đông 1942–43). Một trong những bước ngoặt của Thế chiến II (Mặt trận Châu Âu). Tướng Đức Friedrich Paulus đã thất bại trong việc giữ một lực lượng dự bị chiến lược cơ động và Tập đoàn quân số 6 bị bao vây bởi một cuộc tấn công chớp nhoáng vào sườn của Liên Xô. Đống đổ nát do quân Đức ném bom và nã pháo khiến xe tăng của họ không thể tiến vào thành phố. Hơn 250.000 quân Đức ở Stalingrad đã đầu hàng bất chấp lời hứa của Adolf Hitler rằng họ sẽ không bao giờ rời khỏi thành phố.
- Chiến dịch Bagration (1944). Chiến dịch dẫn đến việc tái chiếm Belarus và miền đông Ba Lan. Cái tên đề cập đến Pyotr Bagration, một vị tướng người Nga vào thời điểm Napoléon Bonaparte xâm lược Nga.
- Chiến dịch Market Garden (1944). Là một cuộc tấn công của quân Đồng minh. Đây là chiến dịch lớn nhất trên lãnh thổ Hà Lan trong Chiến tranh thế giới thứ hai. Phần lớn thất bại đối với Đồng minh và Hà Lan vì cây cầu cuối cùng (cây cầu gần Arnhem) không thể chiếm được và phần phía tây Hà Lan không thể được giải phóng, một phần là do điều này. Phía tây Hà Lan sau đó phải đối phó với nạn đói mùa đông.

### Chiến tranh lạnh
- Trận Thiên Toàn (1950). Giữa Cộng sản và Quốc dân đảng trong Nội chiến Trung Quốc đã kết thúc với chiến thắng cho Cộng sản mặc dù có ưu thế về số lượng Quốc dân đảng.
- Trận Incheon (1950). Là một cuộc xâm lược đổ bộ và trận đánh trong Chiến tranh Triều Tiên. Trận chiến diễn ra từ ngày 10 đến ngày 19 tháng 9 năm 1950 và mang lại thắng lợi quyết định cho lực lượng Liên hợp quốc (LHQ) chỉ huy. Khoảng 75,000 binh sĩ và 261 tàu đã tham gia vào chiến dịch, chủ yếu là người Mỹ. Sau trận chiến, thủ đô Seoul Hàn Quốc đã được tái chiếm từ tay Triều Tiên hai tuần sau đó.

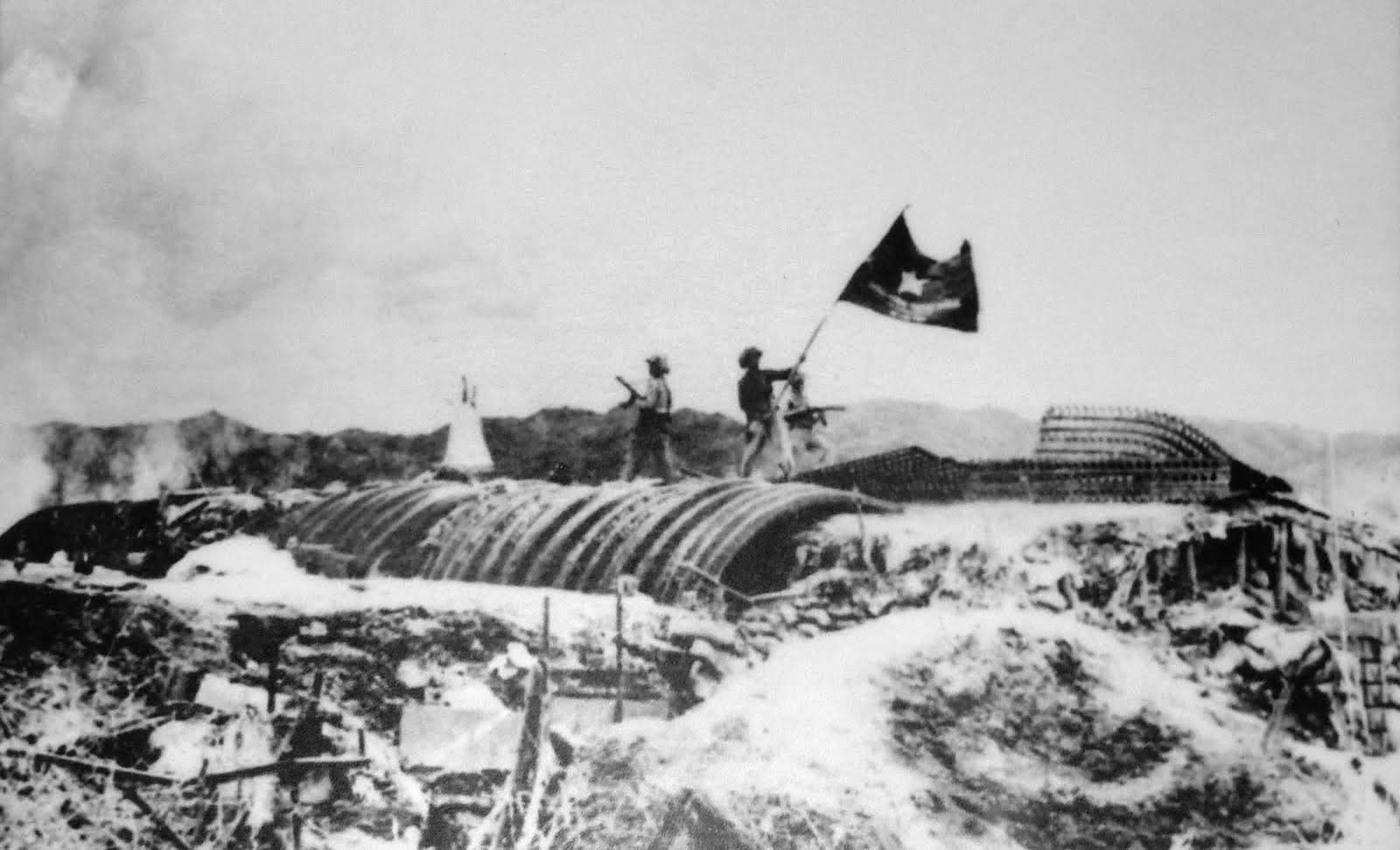
Bộ đội Việt Minh cắm cờ trên trụ sở Pháp chiếm được ở Điện Biên Phủ

- Trận Điện Biên Phủ (1954).[47][10][28] Quân đội viễn chinh Pháp vùng Viễn Đông tiến sâu vào phía tây bắc Việt Nam gần Điện Biên Phủ để cắt đứt đường tiếp tế của Việt Minh từ Lào và buộc nước này phải đối đầu. Việt Minh bao vây quân Pháp và bí mật đưa pháo hạng nặng qua địa hình núi non, ngăn cản việc tiếp tế bằng đường không bằng súng phòng không. Thất bại buộc Lực lượng Vũ trang Pháp phải rút khỏi Miền Bắc Việt Nam vào năm 1954.
- Trận chiến Girón (1961). Là cuộc xâm lược thất bại vào Cuba của những người Cuba lưu vong vào tháng 4 năm 1961, được hỗ trợ bởi CIA Mỹ. Cuộc xâm lược nhằm lật đổ chế độ Fidel Castro, người đã lên nắm quyền ở Cuba vào năm 1959. Cuộc tấn công đã bị đẩy lùi và chính điều này đã đẩy Castro về phía Liên Xô và tiến tới chủ nghĩa cộng sản.
- Chiến tranh Sáu Ngày (1967). Là cuộc chiến diễn ra giữa Israel và các nước láng giềng Ả Rập Ai Cập, Jordan và Syria. Để đối phó với các mối đe dọa xâm lược tứ khối Ả Rập, Israel đã phát động các cuộc tấn công bất ngờ bằng lực lượng không quân, gần như tiêu diệt lực lượng không quân Ai Cập, Jordan và Syria, sau đó, thông qua sự kết hợp các cuộc tấn công trên bộ, trên không và trên biển, Israel đã thành công trong việc chiếm Sinai Ai Cập, Bờ Tây Jordan và Cao nguyên Golan Syria, đồng thời gây tổn thất nghiêm trọng về người và vật chất cho các nước Ả Rập.
- Sự kiện Tết Mậu Thân (1968). Là một cuộc tấn công của quân Cộng sản, bắt đầu vào ngày 30 tháng 1 năm 1968. Trận chiến tiếp tục cho đến tháng 6 năm đó. Mặc dù cuộc tấn công cuối cùng dẫn đến tổn thất quân sự cho Cộng sản, nhưng nó đã ảnh hưởng sâu sắc đến chính phủ Hoa Kỳ và gây ra một cú sốc đối với xã hội Mỹ, những người đã bị các nhà lãnh đạo chính trị và quân sự tin rằng Cộng sản, do những tổn thất trước đây của họ, sẽ không thể phát động một cuộc tấn công lớn như vậy.
- Trận Longewala (1971). Diễn ra vào năm 1971 tại mặt trận phía tây trong Chiến tranh Ấn Độ-Pakistan năm 1971 . Pakistan mở cuộc tấn công quy mô lớn (với 2,800 binh sĩ, 65 xe tăng và hơn 130 phương tiện quân sự khác) với mục tiêu đánh chiếm một đồn nhỏ quân đội Ấn Độ ở Longewala (một đồn gồm 120 binh sĩ và một xe jeep trang bị chống tăng). Bất chấp số lượng thiểu số, Quân đội Ấn Độ đã cố gắng giữ vững vị trí suốt đêm. Vào buổi sáng, các máy bay Lực lượng Không quân Ấn Độ ngay lập tức được triển khai, ngăn chặn thành công bước tiến trung đoàn Pakistan. Cuộc giao tranh sau đó dẫn đến việc phá hủy hơn một trăm xe tăng và phương tiện Pakistan.
- Chiến dịch Linebacker II (1972). Hoa Kỳ huy động máy bay ném bom Hà Nội nhằm hủy diệt cơ sở quân sự Bắc Việt với mục đích thay đổi lập trường trong hiệp định hoà bình. Với tổn thất nhất định, Hoa Kỳ chấp nhận ký kết Hiệp định Paris với nội dung tương tự với bản dự thảo hiệp định vào tháng 10 năm 1972. Bắc Việt giành chiến thắng chiến lược.
- Chiến dịch Vuốt đại bàng (1980). Là một nỗ lực của Quân đội Hoa Kỳ nhằm giải thoát 52 con tin khỏi Đại sứ quán Hoa Kỳ ở Tehran, Iran vào ngày 24 tháng 4 năm 1980 . Hoạt động này được đặc trưng bởi một loạt sự cố cơ học và lỗi liên lạc, dẫn đến cái chết 8 quân nhân Mỹ và cũng dẫn đến việc hoạt động kết thúc trong thất bại hoàn toàn.

## Thế kỷ XXI
- Cuộc tấn công Jalisco (2015). Quân đội và Cảnh sát Mexico thực hiện chiến dịch nhằm bắt giữ Nemeio Oseguera Cervantes trong Chiến tranh ma túy México. Chiến dịch thất bại nặng nề cho quân đội và cảnh sát. Cartel Thế hệ mới Jalisco đã giành thắng lợi.

### Tác phẩm được trích dẫn
- McNab, Chris (2005). Thảm họa quân sự tồi tệ nhất thế giới: Ghi lại những thảm họa chiến trường vĩ đại nhất mọi thời đại. Rochester: Grange Books. ISBN 978-1-84013-808-5.